# Synagoge (Walsdorf)

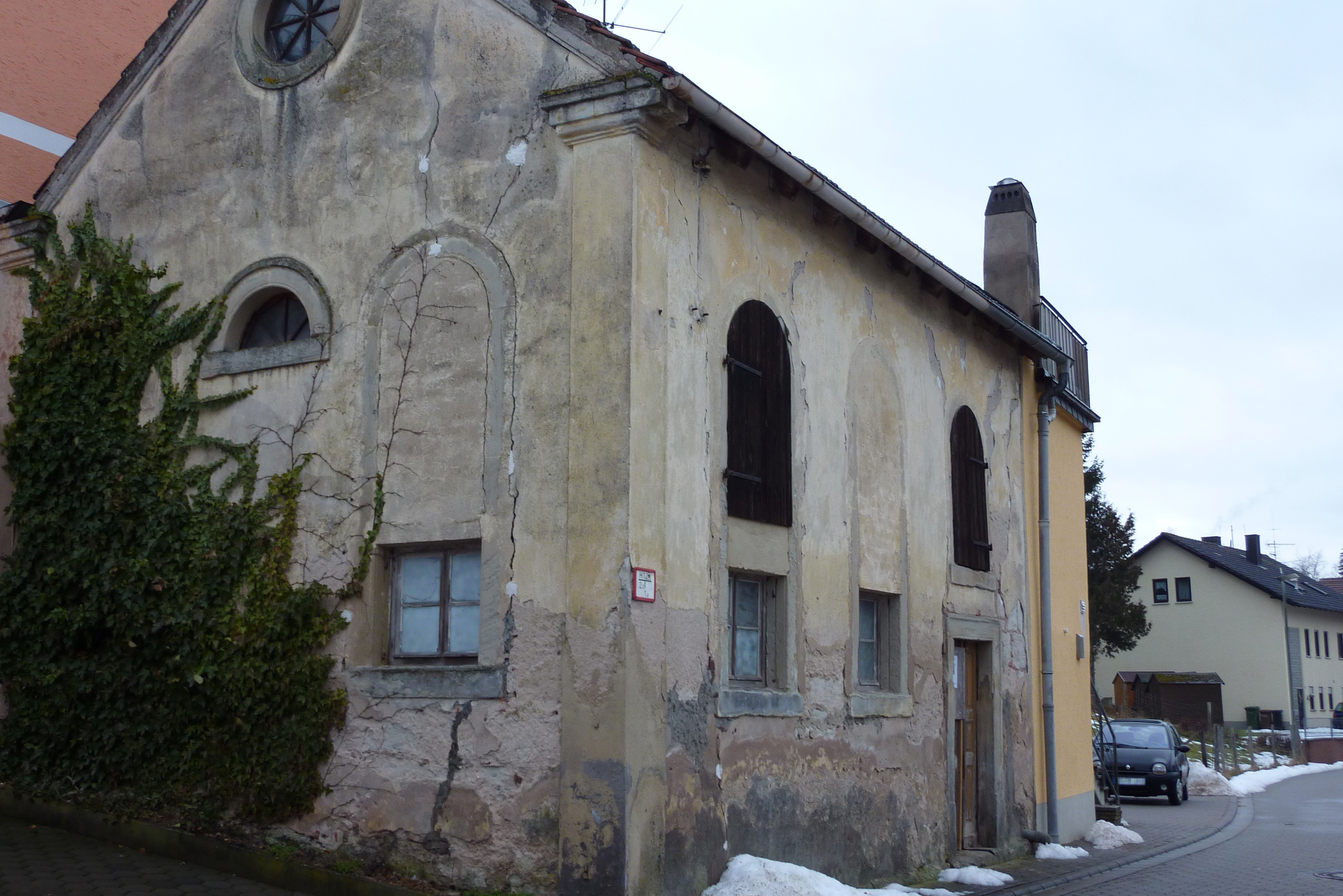
Gesamtansicht (2010)

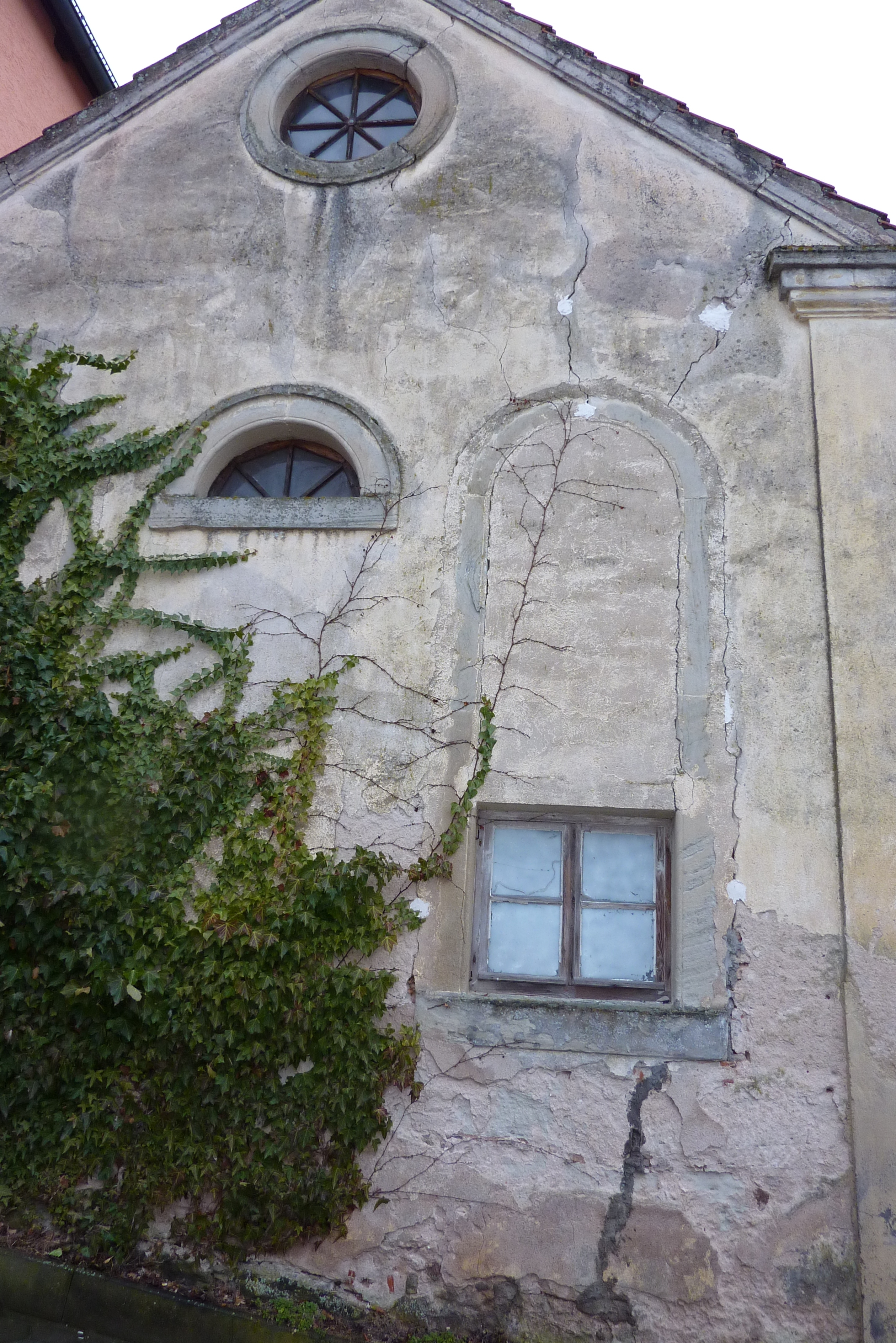
Ostfassade mit Okulus (2010)

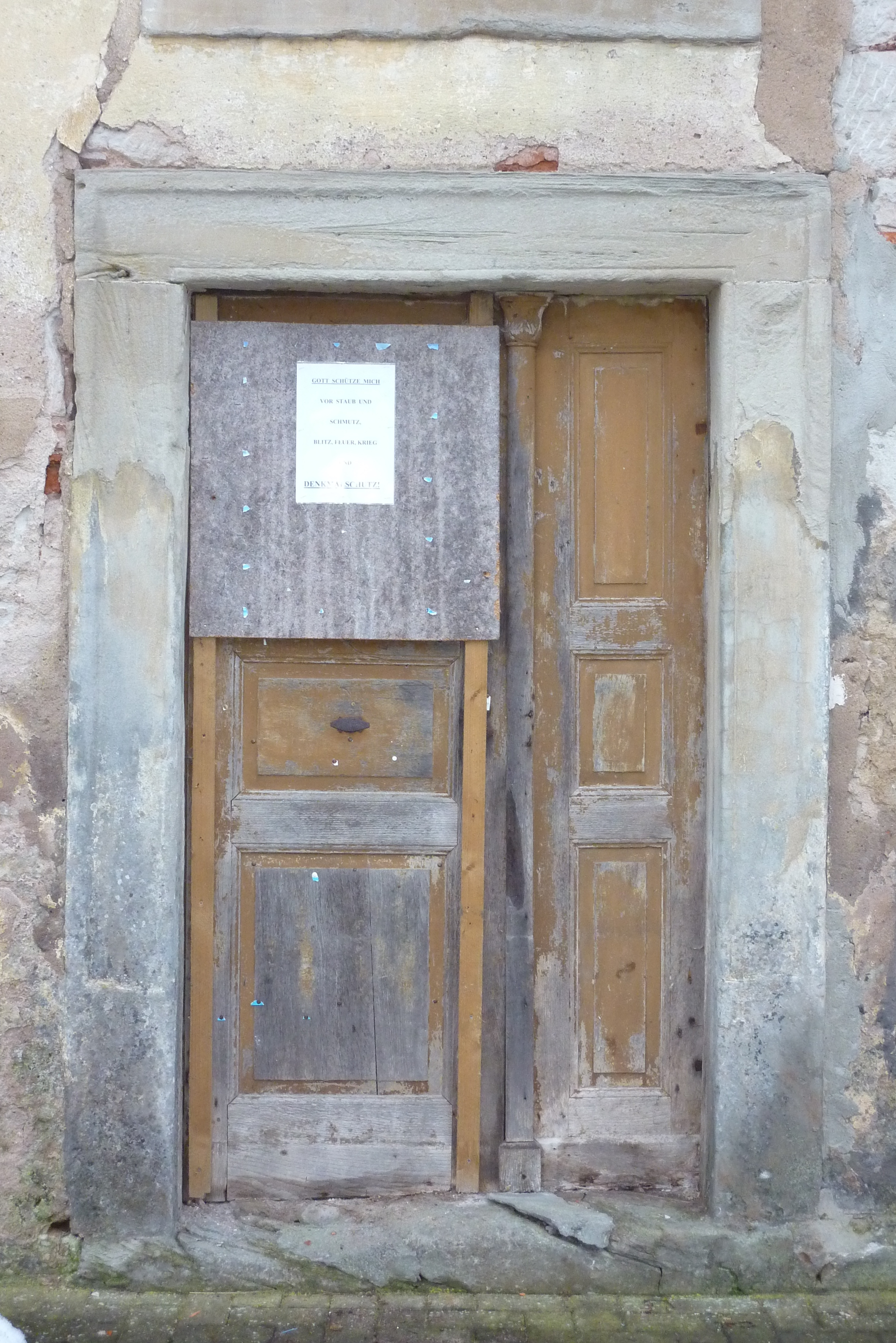
Tür mit Mittelsäule und Kapitell (2010)

Die ehemalige Synagoge in Walsdorf, einer Gemeinde im oberfränkischen Landkreis Bamberg in Bayern, wurde 1732 erbaut. Sie befindet sich am Brunnenweg 12.

## Geschichte
1731 genehmigten die Grundherren von Crailsheim den Bau einer Synagoge. Sie wurde 1732 auf dem herrschaftlichen Grundbesitz über einem Felsenkeller errichtet. 1862 ging die Synagoge in den Besitz der jüdischen Gemeinde Walsdorf über und im gleichen Jahr wurde sie umgebaut und renoviert. Weitere Renovierungen fanden 1903 und 1930 statt.
Beim Novemberpogrom 1938 brachen SA-Leute aus Bamberg die Synagoge auf und zerstörten Türen, Fenster und die Einrichtung. Das Gebäude wurde nicht angezündet, da die Nachbarn um ihre Häuser fürchteten. 1940 wurde die Synagoge von der jüdischen Gemeinde an eine Familie im Ort verkauft.

## Architektur
Das Gebäude ist ein massiver Saalbau mit flachem Satteldach und hohen Rundbogenfenstern. An der Tür sieht man noch eine Mittelsäule mit Kapitell. An der Ostfassade sind der Okulus und zugemauerte Rundbogenfenster sichtbar. Die Synagoge wurde am 8./9. August 1862 durch den Distriktsrabbiner Hartwig Werner aus Burgebrach eingeweiht.

## Heutiger Zustand
Obwohl die Synagoge jahrzehntelang als Abstell- und Lagerraum genutzt wurde, sieht man ihr die ursprüngliche Funktion noch an, aber gleichzeitig ist eine dringende Renovierung notwendig. Die Einstellung des heutigen Inhabers wird durch einen Text an der Eingangstür der ehemaligen Synagoge deutlich. Dieser lautet: „Gott schütze mich vor Staub und Schmutz, Blitz, Feuer, Krieg und Denkmalschutz!“